# Ionosphere Bay
Ionosphere Bay är en vik i Antarktis. Den ligger i Östantarktis. Frankrike gör anspråk på området.